# Karl von Le Suire
Karl Hans Maximilian von Le Suire (* 8. November 1898 in Unterwössen; † 18. Juni 1954 bei Stalingrad) war ein deutscher General der Gebirgstruppe im Zweiten Weltkrieg.

## Leben

### Herkunft
Karl war der zweite Sohn des Landschaftsmalers Hermann von Le Suire (1861–1933) und dessen Ehefrau Dorothea, geborene Neff (* 1869).

### Militärkarriere
Le Suire diente während des Ersten Weltkrieges als Leutnant im 1. Infanterie-Regiment „König“ der Bayerischen Armee und wurde mit beiden Klassen des Eisernen Kreuzes sowie dem Bayerischen Militärverdienstorden IV. Klasse mit Schwertern ausgezeichnet. Nach Kriegsende gehörte er zunächst einem Freikorps an und wurde in die Reichswehr übernommen.
Während des Zweiten Weltkriegs erhielt Le Suire am 25. April 1942 das Deutsche Kreuz in Gold. Als Oberst führte er beim Unternehmen Edelweiß das Gebirgsjägerregiment 99 während der Kämpfe im Kaukasus. Als Ernst Jünger am 3. Januar 1943 im Teberdatal eintraf, um sich ein Bild von den Kampfhandlungen zu verschaffen, wurde er von Le Suire, den er aus dem „Hunderttausendmannheer“ kannte, in seinem Stabsquartier herzlich begrüßt; darüber und über den am folgenden Tag ergangenen plötzlichen Befehl zum Rückzug aus dem Kaukasus berichtet er in seinen Kaukasischen Aufzeichnungen.
Le Suire führte seit 1943 im besetzten Griechenland die 117. Jäger-Division. Im Oktober 1943 begann die Division das „Unternehmen Kalavryta“, mit der Absicht, griechische Partisanen in der bergigen Umgebung von Kalavryta einzukreisen und zu vernichten. Während der Operation wurden einige deutsche Soldaten getötet; am 18. Oktober wurden 78 von ihnen gefangen genommen und durch die griechischen Partisanen am 7. Dezember hingerichtet, nachdem fast zwei Monate dauernde Verhandlungen über einen Gefangenenaustausch mit den Nationalsozialisten gescheitert waren.
Am 10. Dezember 1943 unterzeichnete Le Suire den Befehl, Kalavryta und 25 umliegende Dörfer dem Erdboden gleich zu machen, als eine von den Deutschen sogenannte „Such- und Vergeltungsaktion“. Insgesamt etwa 700 Männer im Alter von 15 bis 65 Jahren wurden am 13. Dezember 1943 als Vergeltung für die Tötung der 78 gefangen genommenen Wehrmachtsoldaten erschossen, 24 Ortschaften und drei Klöster zerstört. Frauen und Kinder wurden in der Schule zusammengepfercht und diese anschließend in Brand gesetzt. Für die Kriegsverbrechen wurde Le Suire nie strafrechtlich verfolgt.
Anfang 1944 wurde Le Suire in die Führerreserve versetzt und ab August 1944 als Kommandierender General mit der Führung des XXIV. Panzerkorps beauftragt. Ab Oktober 1944 diente Le Suire als Kommandierender General des XXXXIX. Gebirgs-Korps und erhielt in dieser Eigenschaft am 26. November 1944 das Ritterkreuz des Eisernen Kreuzes. Bei Kriegsende kam er in sowjetische Kriegsgefangenschaft, in der er verstarb.